# Socialismo africano
El socialismo africano es un término usado para referirse al conjunto de variedades de socialismo inspirado en las tradiciones socioculturales y socioeconómicas africanas, de manera que se distingue de las variantes de socialismo marxista.
Muchos políticos africanos de las décadas de 1950 y 1960 profesaron su apoyo por el socialismo africano, aunque las definiciones e interpretaciones de este término varían considerablemente. Esto se debe a que el socialismo africano no ha sido producto de un solo pensador. Un ejemplo de definición de “socialismo africano” lo dio en forma de metáfora Graft Johnson, de la Universidad de Ghana, en 1962: el sistema africano de familia extendida a gran escala.
No debe confundirse el concepto de socialismo africano, y los países y líderes que lo desarrollaron (Mali, Ghana, Guinea, Tanzania, etc.), con los países socialistas marxistas que existieron en África (Angola, Mozambique, Etiopía, Rep. Pop. del Congo, Benín, etc.), los cuales no intentaron aplicar un socialismo africano sino una forma ortodoxa de marxismo-leninismo alineada con la URSS.

## Orígenes y temas
A medida que muchos países africanos ganaban su independencia en la década de 1960, algunos de estos gobiernos recientemente formados rechazaban las ideas del capitalismo en favor de un modelo económico más afrocéntrico. Los partidarios del socialismo africano afirmaban que este no era lo opuesto al capitalismo ni una respuesta a éste, sino algo completamente diferente.[cita requerida]
Julius Nyerere de Tanzania, Modibo Keita de Mali, Léopold Sédar Senghor de Senegal, Kwame Nkrumah de Ghana y Sékou Touré de Guinea, fueron los principales arquitectos del socialismo africano de acuerdo con William H. Friedland y Carl G. Rosberg Jr., editores del libro “African Socialism”.
Algunos principios comunes a varias versiones del socialismo africano fueron: desarrollo social guiado por un gran sector público, incorporar la identidad africana y lo que significa ser africano, y evitar la aparición de clases sociales dentro de la sociedad. Senghor afirmaba que “El trasfondo social de África de vida tribal comunitaria no sólo vuelve al socialismo algo natural para África sino que excluye la validez de la teoría de lucha de clases”, haciendo así al socialismo africano, en todas sus variantes, diferente del marxismo y a la teoría socialista europea.